# Robert Cogniaux
Robert Cogniaux (Asse, 29 de mayo de 1934) es un deportista belga que compitió en tiro con arco, en la modalidad de arco recurvo. Ganó una medalla de plata en el Campeonato Mundial de Tiro con Arco al Aire Libre de 1959 y una medalla de oro en el Campeonato Europeo de Tiro con Arco al Aire Libre de 1970.

## Palmarés internacional
| Campeonato Mundial al Aire Libre | Campeonato Mundial al Aire Libre | Campeonato Mundial al Aire Libre | Campeonato Mundial al Aire Libre |
| Año                              | Lugar                            | Medalla                          | Prueba                           |
| -------------------------------- | -------------------------------- | -------------------------------- | -------------------------------- |
| 1959                             | Estocolmo (Suecia)               | Medalla de plata                 | Equipo                           |
| Campeonato Europeo al Aire Libre |                                  |                                  |                                  |
| Año                              | Lugar                            | Medalla                          | Prueba                           |
| 1970                             | Hradec Králové (Checoslovaquia)  | Medalla de oro                   | Equipo                           |